# Kocherigin DI-6
Le Kocherigin DI-6 (en russe : Кочеригин ДИ-6), désignation interne TsKB-11 (en russe : ЦКБ-11) était un avion de chasse biplan biplace, fabriqué en Union soviétique dans les années 1930.

## Conception
Le Kocherigin DI-6 était un biplan à train d'atterrissage escamotable. Le pilote et le mitrailleur étaient assis en tandem dans le cockpit. Le poste du pilote était ouvert, et celui du mitrailleur partiellement fermé. Afin de donner à ce dernier un plus large secteur de tir, le cockpit arrière était placé plus bas dans le fuselage que celui du pilote.
Le DI-6 a été conçu au TsKB par Sergueï Kocherigin comme un chasseur capable de missions d'attaque au sol s’il était équipé d’un armement différent. Il devait à l'origine être propulsé par un moteur en ligne V12 à refroidissement par liquide, mais des problèmes de développement ont conduit à choisir à la place le moteur radial Wright R-1820 américain de 770 ch, construit sous licence en URSS sous la désignation de Chvetsov M-25 (en). Le premier vol du DI-6 a eu lieu le 30 septembre 1934, mais les essais en vol ont véritablement commencé au début 1935. Des tests en vue de l'acceptation par l'État ont eu lieu entre mai et novembre. Malgré certaines faiblesses découvertes au cours des tests, l'appareil fut commandé pour une production en série, et les livraisons à l'armée de l'air commencèrent au printemps 1937. Les problèmes, notamment les vibrations excessives et le faible champ de tir du mitrailleur, ne furent jamais résolus de manière adéquate. Les mesures correctives mises en œuvre pour remédier à ces problèmes ont causé une augmentation de poids d'environ 160 kg. La production a duré jusqu'en 1939 et s'est arrêtée après 222 exemplaires,.

## Variantes
DI-6bis
Avion d'entraînement à train d'atterrissage fixe.
DI-6Sh (TsKB-11Sh, TsKB-38)
Avion d'attaque au sol, avec le siège du pilote blindé et quatre mitrailleuses PV-1 fixes sous l'aile inférieure. 60 exemplaires construits.
DI-6MMSh
Prototype à moteur M-300 X. Jamais mis en production.

## Survivants
Une réplique de DI-6 est exposée au Parc de la Victoire, au Musée de la Grande Guerre patriotique, à Moscou.